# June Tripp
June Howard-Tripp (wym. [ʤun ˈhaʊərd-trɪp]; ur. 11 czerwca 1901 w Blackpool, zm. 14 stycznia 1985 w Nowym Jorku) – angielska aktorka filmowa i teatralna oraz tancerka. Przez trzy dekady była jedną z największych gwiazd komedii muzycznych.

## Życiorys
June Tripp urodziła się 11 czerwca 1901 w Blackpool. Na scenie debiutowała w 1911. Występowała między innymi w rewiach. Jej najbardziej rozpoznawalną rolą była kreacja Daisy Bunting w niemym dreszczowcu kryminalnym Lokator (1927, reż. Alfred Hitchcock) u boku Ivora Novello. W opinii biografów i historyków Tripp „stworzyła typ hitchcockowskiej kobiety”. W trakcie kariery była podpisywana w czołówkach filmowych jedynie imieniem.
W 1929 Tripp wyszła za mąż za Johna Alana Burnsa, czwartego barona Inverclyde, zawieszając karierę artystyczną. W tym czasie prowadziła działalność w sferach angielskiej arystokracji. Rozwiedli się w 1933, a Tripp powróciła na scenę. Od 1937 do 1939 była żoną amerykańskiego biznesmena Edwarda Hillmana Jr. W 1951 otrzymała amerykańskie obywatelstwo. W 1960 napisała autobiografię The Glass Ladder.
June Tripp zmarła 14 stycznia 1985 w wieku 83 lat w Mary Manning Walsh Home na nowojorskim Manhattanie. 17 stycznia jej zwłoki poddano kremacji, a prochy pochowano na cmentarzu w Santa Barbara w Kalifornii.

## Filmografia
Opracowano na podstawie materiału źródłowego:
- 1917: Tom Jones – Sophie Western
- 1918: Auld Robin Gray – Jenny
- 1921: The Yellow Claw – pani Howard Vernon
- 1926: Riding for a King – Betty Raleigh
- 1927: Lokator – Daisy Bunting, córka właścicieli domu
- 1943: Forever and a Day – dziewczyna z V.A.D.
- 1951: Rzeka – narrator